# Идзуми (город, Кагосима)
Идзуми (яп. 出水市 Идзуми-си) — город в Японии, находящийся в префектуре Кагосима. Площадь города составляет 330,06 км², население — 54 464 человека (1 августа 2014), плотность населения — 165,01 чел./км².

## Географическое положение
Город расположен на острове Кюсю в префектуре Кагосима региона Кюсю. С ним граничат города Акуне, Сацумасендай, Иса, Минамата и посёлок Сацума.

## Население
Население города составляет 54 464 человека (1 августа 2014), а плотность — 165,01 чел./км². Изменение численности населения с 1980 по 2005 годы:
| 1980 | 57 279 чел. |  |
| 1985 | 58 402 чел. |  |
| 1990 | 57 962 чел. |  |
| 1995 | 58 655 чел. |  |
| 2000 | 58 460 чел. |  |
| 2005 | 57 907 чел. |  |

## Символика
Деревом города считается подокарп крупнолистный, цветком — рододендрон.